# Вбивство на рифі
Вбивство на рифі (англ. Murder on the Reef) — незалежний документальний фільм 2018 року виробництва. Режисер — доктор філософії Аллен Добровольський. Стрічка була номінована на премію від Hollywood Boulevard Film Festival 2018 року за найкращий документальний фільм та отримала низку інших фестивальних та професійних кінонагород .

## Сюжет
Фільм досліджує та розкриває причини можливої екологічної катастрофи, яка загрожує Великому Бар'єрному рифові. Серед них не тільки такі загальносвітові проблеми, як забруднення та погіршення якості води та кліматичні зміни, а й суто місцеві: надмірний видобуток вугілля, роботи з поглиблення дна, негативний вплив морської зірки терновий вінець на коралові поліпи тощо. Науковці та громадські активісти, які дають інтерв'ю, вважають, що всі ці фактори в майбутньому можуть призвести до повного знебарвлення і загибелі коралів та руйнування Великого Бар'єрного рифу.

## Нагороди та номінації
| Список нагород та номінацій (Список не є вичерпним)      | Список нагород та номінацій (Список не є вичерпним) | Список нагород та номінацій (Список не є вичерпним) | Список нагород та номінацій (Список не є вичерпним) | Список нагород та номінацій (Список не є вичерпним) | Список нагород та номінацій (Список не є вичерпним) |
| Кінофестиваль/Кінопремія                                 | Рік                                                 | Категорія                                           | Номінант(и)                                         | Результат                                           | Дж                                                  |
| -------------------------------------------------------- | --------------------------------------------------- | --------------------------------------------------- | --------------------------------------------------- | --------------------------------------------------- | --------------------------------------------------- |
| Accolade Global Film Competition                         | 2018                                                | Humanitarian Award                                  | Вбивство на рифі                                    | Перемога                                            |                                                     |
| Accolade Global Film Competition                         | 2018                                                | Природа/Довкілля/Дика природа                       | Вбивство на рифі                                    | Перемога                                            |                                                     |
| Alternative Film Festival                                | 2018                                                | Найкращий документальний фільм                      | Вбивство на рифі                                    | Перемога                                            |                                                     |
| Alternative Film Festival                                | 2018                                                | Найкращий кінематограф                              | Вбивство на рифі                                    | Номінація                                           |                                                     |
| Calcutta International Cult Film Festival                | 2018                                                | Документальний фільм                                | Аллен Добровольський                                | Перемога                                            |                                                     |
| Calcutta International Cult Film Festival                | 2018                                                | Фільм про Природу/Довкілля/Дику природу             | Аллен Добровольський                                | Перемога                                            |                                                     |
| Calcutta International Cult Film Festival                | 2018                                                | Найкращий фільм про Природу                         | Вбивство на рифі                                    | Перемога                                            |                                                     |
| Festigious International Film Festival                   | 2018                                                | Найкращий документальний фільм                      | Вбивство на рифі                                    | Перемога                                            |                                                     |
| Five Continents International Film Festival              | 2018                                                | Короткометражний фільм                              | Вбивство на рифі                                    | Перемога                                            |                                                     |
| Five Continents International Film Festival              | 2018                                                | Найкращий постер до фільму                          | Вбивство на рифі                                    | Перемога                                            |                                                     |
| Golden Earth Film Award                                  | 2019                                                | Найкращий документальний фільм                      | Вбивство на рифі                                    | Перемога                                            |                                                     |
| Hollywood Boulevard Film Festival                        | 2018                                                | Найкращий документальний фільм                      | Вбивство на рифі                                    | Перемога                                            |                                                     |
| Near Nazareth Film Festival                              | 2018                                                | Найкращий документальний фільм                      | Вбивство на рифі                                    | Перемога                                            |                                                     |
| Rendezvous Film Festival                                 | 2018                                                | Найкращий документальний фільм                      | Вбивство на рифі                                    | Перемога                                            |                                                     |
| The Monthly Film Festival (TMFF)                         | 2018                                                | Найкращий документальний фільм                      | Вбивство на рифі                                    | Перемога                                            |                                                     |
| Virgin Spring Cinefest                                   | 2018                                                | Документальний фільм                                | Вбивство на рифі                                    | Перемога                                            |                                                     |
| Virgin Spring Cinefest                                   | 2018                                                | Документальні фільми                                | Вбивство на рифі                                    | Перемога                                            |                                                     |
| Feel The Reel International Film Festival                | 2018                                                | Документальний фільм                                | Вбивство на рифі                                    | Перемога                                            | [ 2 ]                                               |
| International Ecological Film Festival Save and Preserve | 2018                                                | Official Selection                                  | Вбивство на рифі                                    | Перемога                                            | [ 3 ]                                               |
| A Show for a Change Film Festival                        | 2018                                                | Storytelling Award                                  | Вбивство на рифі                                    | Перемога                                            | [ 3 ]                                               |